# Al diablo con los guapos
Al diablo con los guapos es una telenovela mexicana producida por Angelli Nesma para Televisa. Es una adaptación de la telenovela argentina Muñeca brava original de Enrique Torres. 
Protagonizada por Allisson Lozz y Eugenio Siller, junto con César Évora, Laura Flores, Andrés Zuno, Marco Muñoz, Tania Vázquez, Margarita Magaña y Ariadne Díaz en los roles antagónicos. Cuenta además con la actuación estelar de la primera actriz Alicia Rodríguez y Altair Jarabo.

## Historia
La historia nos lleva a la vida de Milagros una joven rebelde, extrovertida, soñadora y tierna que vive en un convento desde que tiene uso de razón. Ahí mismo ha desarrollado un gusto muy grande por el fútbol que hace que los demás niños la apoden Miligol.
Cuando cumple los 18 años Milagros se ve obligada a abandonar el convento y el padre Manuel logra que doña Regina Lascuraín viuda de Belmonte la acepte como dama de compañía. Mili se muda a la mansión «La Soledad», hogar de la familia Belmonte donde se gana el cariño de doña Regina por su carácter simpático y honesto pero los problemas comienzan cuando Mili y el nieto de Doña Regina, Alejandro, se enamoran.
Sin embargo, ambos se enteran de un secreto que les impide seguir con su amor, pues el señor Constancio, padre de Alejandro y Valeria, descubre que Milagros es su hija, ya que años antes de su matrimonio con su esposa, Luciana , había tenido un romance con una sirvienta llamada Rosario, quien desapareció, dejando a Constancio con incertidumbre.
Toda esa información llega a manos de Luciana, quien odiaba a Milagros, ya que sabía de su romance de ella con su hijo, y cuando se entera de que Milagros es la hija no reconocida de Constancio, no duda en decir el secreto a Mili para impedir que sigan juntos, aunque ella sabe que Alejandro no es hijo de Constancio, si no de Néstor Miranda, un amor del pasado de Luciana.
Pasan los años y Milagros se compromete con Hugo, primo de Alejandro, mientras que Alejandro contrajo matrimonio con Florencia, una joven adinerada hija de un mafioso.
Cuando parece que todo va bien para todos, menos para Alejandro y Milagros, pues ellos seguían enamorados y cada vez les parecía más imposible seguir con su amor, Luciana bebe demasiado y cuenta el secreto que guardó durante muchos años, y revela que Alejandro no es hijo de Constancio.
Ahí, Alejandro se da cuenta de que el puede seguir amando a Milagros sin sentir culpa, mientras que Milagros sabía absolutamente todo, y guardo silencio para evitar que Alejandro se separara de su esposa, a pesar de que ella lo amaba más que nunca.
Lamentablemente para ambos, la vida les había hecho una mala jugada, pues Milagros acababa de contraer matrimonio, y Alejandro esperaba a su primera hija junto a su esposa.
Pasan los meses, las relaciones de ellos con sus parejas van cada vez peor, y ellos deciden dejar todo por su amor, pues era cada vez más fuerte.
Pero sus parejas impedirían a toda costa eso, hasta que realizan un viaje, y por azares del destino, se reúnen y ese mismo día, pasan la noche juntos.
Regresando de su viaje, Milagros y Hugo comienzan a tener demasiados problemas, mientras que Alejandro y Florencia comienzan su divorcio.
Milagros le pide perdón a Hugo, pero también le pide su libertad, pidiéndole el divorcio, al cual Hugo le niega, y se obsesiona con la idea de que Milagros olvide a Alejandro, al punto de secuestrarla y provocar un accidente done Milagros casi pierde la vida.
Tiempo después las cosas parecen ir mejor, y Milagros y Alejandro se van a vivir juntos en compañía de la hija de Alejandro, Rosario.
Al mismo tiempo una señora llamada Rosella Di Yano aparece en la vida de Milagros, pues ella buscaba apoyar la carrera política de Constancio Belmonte, pero ella lo único que buscaba era venganza, pues creía que Constancio la había abandonando a  ella y a su pequeña niña, quien fue arrebatada de su lado al dar a luz. 
Pronto se enterará que su bebé no murió en el convento así como le hicieron creer todo ese tiempo, y pronto dará con Milagros, su hija. 
Ambas se reúnen y llega un momento de felicidad a sus vidas, pues Milagros le dice a Constancio que ella sabía desde hacía tiempo que el era su padre, y que siempre esperó que se lo dijera, pero su ambición y egoísmo por que su carrera política no se viera manchada por un escándalo, no se lo permitió jamás. 
Después Constancio les pide perdón, a Milagros y Alejandro, ya que a pesar de que Alejandro no era su hijo, siempre estuvo orgulloso de él, y aquel odio que parecía tenerle, en realidad era a sí mismo, pues el nunca tuvo las agallas de enfrentar a su padre y defender lo que el creía correcto para su vida. 
Después de varios meses, Alejandro y Milagros por fin logran estar juntos, y se casan, formando así la familia que Milagros siempre soñó, junto al amor de su vida, y sus padres.

## Elenco
- Allisson Lozz como  Milagros «Mili» Ramos / Milagros Belmonte Ramos
- Eugenio Siller como Alejandro Belmonte Arango / Alejandro Miranda Arango
- César Évora como Constancio Belmonte Lascuráin
- Laura Flores como Luciana Arango de Belmonte
- Alicia Rodríguez como Regina Lascuráin Vda. de Belmonte
- Marco Muñoz como Damián Arango
- Mónika Sánchez como Rosario Ramos #1
- Maribel Guardia como Rosario Ramos #2 / Rosella Di Yano
- Miguel Pizarro como Braulio Ramos
- Tania Vázquez como Andrea Castillo Riquelme
- Andrés Zuno como Hugo Arango Tamayo
- Altaír Jarabo como Valeria Belmonte Arango
- Ricardo Margaleff como Ricardo «Rocky/Morgan» Juárez
- Leticia Perdigón como Socorro Luna / Amparo Rodríguez
- Ariadne Díaz como Florencia Echavarría
- José Luis Cordero «Pocholo» como Horacio
- Roberto Vander como Néstor Miranda
- Michelle Ramaglia como Adelina «Lina»
- Margarita Magaña como Karla Luna
- Sheyla Tadeo como Sor Catalina «Cachetes» / Macarena
- Carlos Cobos como Padre Manuel
- Rafael León de los Cobos como Roberto «Bobby» Senderos
- Georgina Salgado como Gloria
- Dacia González como Madre Superiora
- Luz María Jerez como Milena de Senderos
- Alfonso Iturralde como Eugenio Senderos
- Óscar Traven como Gustavo Villalobos
- Fabián Robles como Rigoberto
- Nora Velázquez como Bloody Mary
- Gustavo Rojo como Ernesto Robledo
- Rossana San Juan como Roxana
- Eduardo Liñán como Armando Calvillo
- Arsenio Campos como Peralta
- Aitor Iturrioz como Mateo Robledo
- Aldo Gallardo como Fernando
- Manuela Imaz como Marisela Echavarría
- Gloria Sierra como Nefertiti
- Derrick James como Ramsés #1
- Daniel Ducoing como Ramsés #2
- Michelle Vieth como Pilar
- Ramón Valdez Urtiz como Carlos «Chamuco»
- Roberto Blandón como Domingo Echavarría
- Claudio Báez como Francois
- Gerardo Albarrán como Julio
- Abraham Ramos como Sergio Cruz
- Joustein Roustand como Gamuza
- Janet Ruiz como Yolanda Bajos
- Fernando Robles como Rómulo
- Andrea García como Zulema
- Jorge Arvizu como don Pepe
- Ricardo Fastlicht como Paolo
- Dalilah Polanco como Ernestina
- Mariana Botas como Chómpiras
- Juan Peláez como Federico Belmonte
- Eduardo Antonio como Silvestre
- Analía del Mar como Érika
- Jessica Segura como Kimberly
- Rebeca Mankita como Marlene
- Alejandra García como Vicky
- Rosángela Balbó como Sra. Corcuera
- Liza Willert como directora
- Jorge Santos como detective Cienfuegos.
- Yanni Torres como Lucero
- Jacqueline Bracamontes como Cándida «Candy» Morales Alcalde
- Gabriela Platas como Bárbara
- Andrea Torre como Soledad
- Jacqueline García como Rosario
- Christina Pastor como Lourdes
- Natalia Juárez como Rosario Miranda Belmonte

## Equipo de producción
- Historia original: Olga Ruilópez
- Guion Enrique Torres
- Adaptación: Juan Carlos Alcalá
- Co-adaptación: Fermín Zúñiga
- Edición literaria: Cecilia Reyes
- Escenografía y ambientación: Ángeles Márquez, Claudia Ramos
- Diseño de vestuario: Maite López de la Campa, Omar Ramírez Alonso
- Director de diálogos: Sergio Quintero
- Tema: Al diablo con los guapos
- Intérpretes: K-Paz de la Sierra, Allisson Lozz
- Autores: J. Eduardo Murguía, Mauricio L. Arriaga
- Música original: J. Eduardo Murguía, Mauricio L. Arriaga
- Jefes de producción: Eduardo Ricalo, Esteban Azuela, Juan Manuel Azbell
- Gerente de producción: Luis Bonillas
- Coordinación musical: Juan López
- Musicalizadores: Miguel A. Mendoza, Daniel Torres
- Coordinación de producción: Éric Ramos
- Coordinación general: Rosa María Maya
- Editores: Octavio López, Daniel Rentería
- Coordinación de edición: Alfredo Juárez
- Director de cámaras en locación: Claudio Lara
- Director de escena en locación: Alejandro Gamboa
- Director de cámaras: Armando Zafra
- Director de escena: Sergio Cataño
- Productor asociado: J. Ignacio Alarcón
- Productora ejecutiva: Angelli Nesma Medina

## Crossover con Las tontas no van al cielo
Esta fue la fusión de Al diablo con los guapos con Las tontas no van al cielo. El segmento se transmitió en ambas telenovelas y se trató de la rehabilitación espiritual de Luciana quien es llevada por Milagros a la clínica de belleza interior de Candy (Jacqueline Bracamontes).

## Versiones
- Al diablo con los guapos es una adaptación de la telenovela argentina Muñeca brava, protagonizada por Natalia Oreiro y Facundo Arana producido por Telefe entre los años 1998 y 1999.
- Entre septiembre de 2001 y febrero de 2003, la estación de televisión de Portugal TVI realizó una adaptación llamado Anjo Selvagem (Angel Salvage), protagonizada por Paula Neves y José Carlos Pereira.
- La productora Imizu realizó en 2012 para Latina Televisión bajo licencia de Telefe una versión de esta telenovela en Perú titulada La Tayson, corazón rebelde, protagonizada por Vanessa Terkes y Jason Day del Solar.

## DVD
Fue lanzada en formato DVD en México y Estados Unidos. Se compone de 4 discos y contiene un resumen de la telenovela con duración de más de 13 horas. En el DVD de Estados Unidos contiene subtítulos en inglés.

## Premios y nominaciones

### Premios TVyNovelas 2009
| Categoría                  | Persona                    | Resultado |
| -------------------------- | -------------------------- | --------- |
| Mejor telenovela           | Angelli Nesma              | Nominada  |
| Mejor primera actriz       | Dacia González             | Nominada  |
| Mejor actriz juvenil       | Allisson Lozz              | Nominada  |
| Mejor actor juvenil        | Eugenio Siller             | Nominado  |
| Mejor revelación femenina  | Altaír Jarabo              | Nominada  |
| Mejor revelación masculina | Ricardo Margaleff          | Nominado  |
| Mejor dirección de cámaras | Claudio Lara Armando Zafra | Nominados |

### Premios Fama 2008
| Categoría              | Persona     | Resultado |
| ---------------------- | ----------- | --------- |
| Mejor actor de reparto | Andrés Zuno | Ganador   |

### Premios TVGrama 2008
| Categoría                   | Persona              | Resultado |
| --------------------------- | -------------------- | --------- |
| Mejor telenovela extranjera | Angelli Nesma Medina | Ganadora  |